# Либурд, Марселла
Дама Марселла Алтея Лайбёрд (Либурд, англ. Dame Marcella Althea Liburd; род. 10 июля 1953, Бастер) — политик из Сент-Китс и Невис, пятый генерал-губернатор Сент-Китс и Невис, занимающий должность с 2023 года. Получив образование учителя, а затем адвоката и солиситора, Либурд стала первой женщиной, занявшая посты одновременно спикера Национальной ассамблеи Сент-Китс и Невис и генерал-губернатора, а также первой генерал-губернатора, назначенной Карлом III (а не перенесённой с правления Елизаветы II). Она занимала различные министерские должности, в том числе исполняла обязанности премьер-министра и председателя оппозиции Лейбористской партии. Она была первой женщиной, занявшей пост лидера оппозиции за 81-летнюю историю организации.

## Ранний период жизни
Родилась 10 июля 1953 года в Бастере, Сент-Китс, Сент-Китс и Невис в семье Анны Элизы (Энн Элайзы, урождённой Мартин) и Клемента Либурда. После посещения школы для девочек Бастера Либурд окончила среднюю школу Бастера. В 1976 году получила степень бакалавра искусств в Университете Вест-Индии.

## Карьера
Либурд вернулась из-за границы и начала преподавать в средних школах Бастера и Кайона. Она вернулась к своим собственным занятиям, получив степень бакалавра права с отличием в 1992 году в Юридической школе Нормана Мэнли, где продолжила свое образование, получив сертификат о юридическом образовании от NMLS в 1994 году. После поступления Либурд в качестве барристера и солиситора Восточного Верховного суда в 1994 году она начала политическую карьеру. Она была назначена секретарём Лейбористской партии в 1997 году. В 2004 году она стала спикером Национальной ассамблеи, первой женщиной, занявшей этот пост в стране. Либурд занимала этот пост до 2008 года, когда она баллотировалась в качестве кандидата по избирательному округу № 2 в Сент-Китсе и была избрана членом парламента.
Либурд подготовил законопроект, который включает Закон о насилии в семье и Закон о равной оплате труда. Она занимала посты министра здравоохранения, социальных служб, общественного развития, культуры и по гендерным вопросам, а также исполняющего обязанности премьер-министра. В 2011 году Либурд была представлена на выставке, организованной различными департаментами правительства Сент-Китса и Невиса для освещения выдающихся достижений женщин.

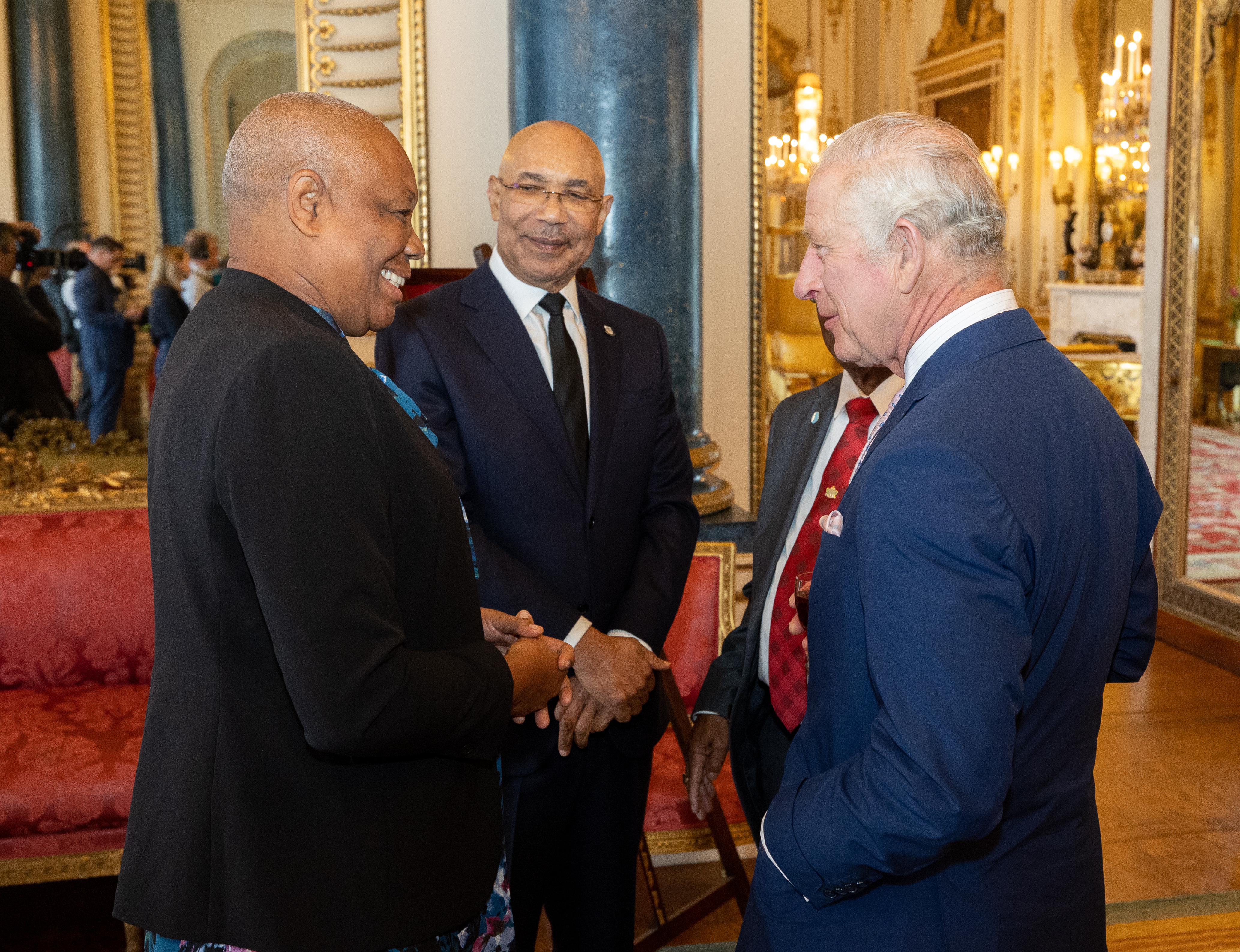
Либурд с королём Карлом III в Букингемском дворце, 5 мая 2023 года

В 2013 году Либурд стала первой женщиной, избранной председателем Лейбористской партии за её 81-летнюю историю. В 2015 году Лейбористская партия была отстранена от власти впервые за двадцать лет, что сделало её членом оппозиции. Она стала первой женщиной-заместителем лидера национальной Лейбористской партии в 2018 году и была назначена заместителем генерал-губернатора в 2022 году. Либурд стала первой женщиной, ставшей генерал-губернатором Федерации Сент-Китс и Невис 31 января 2023 года. Позже на той же неделе она была назначена дамой Большого креста ордена Святого Михаила и Святого Георгия.